# Distretto municipale di Sissala Est
Il distretto municipale di Sissala Est (ufficialmente Sissala East Municipal District, in inglese) è un distretto della Regione Occidentale Superiore del Ghana.